# Disparition d'un Boeing 727 en Angola en 2003
Le 25 mai 2003, un Boeing 727, immatriculé N844AA, est volé à l'aéroport international Quatro de Fevereiro de Luanda en Angola. La disparition de ce Boeing provoque une recherche dans le monde entier par plusieurs agences gouvernementales dont le Federal Bureau of Investigation (FBI) et la Central Intelligence Agency (CIA) des États-Unis. Aucune trace de l'avion n'a depuis été retrouvée.

## Contexte
L'avion impliqué est un Boeing 727-223 fabriqué en 1975, numéro de série 20985, et anciennement exploité par American Airlines, qui l'a utilisé pendant 25 ans,. Fin 2001, après une longue carrière, l’avion est retiré du service par American Airlines. Son dernier propriétaire serait la société Aerospace Sales & Leasing de Miami. Il est immobilisé à Luanda pendant 14 mois, « après avoir été interdit de survoler le territoire angolais en raison d'une série d'irrégularités », ce qui entraîne plus de quatre millions de dollars de frais d'aéroport impayés. Il était l'un des deux avions à l'aéroport Quatro de Fevereiro en cours de conversion pour être utilisé par IRS Airlines (en). La compagnie aérienne décide alors d’employer deux personnes pour effectuer la maintenance de l’appareil et le remettre en état de voler.
Le FBI a décrit l'avion comme étant « de couleur argentée non peinte avec une bande de bleu, blanc et rouge. L'avion était auparavant dans la flotte aérienne d'une grande compagnie aérienne, mais tous les sièges passagers ont été supprimés. Il est équipé pour transporter du carburant diesel »,.

## Évènement

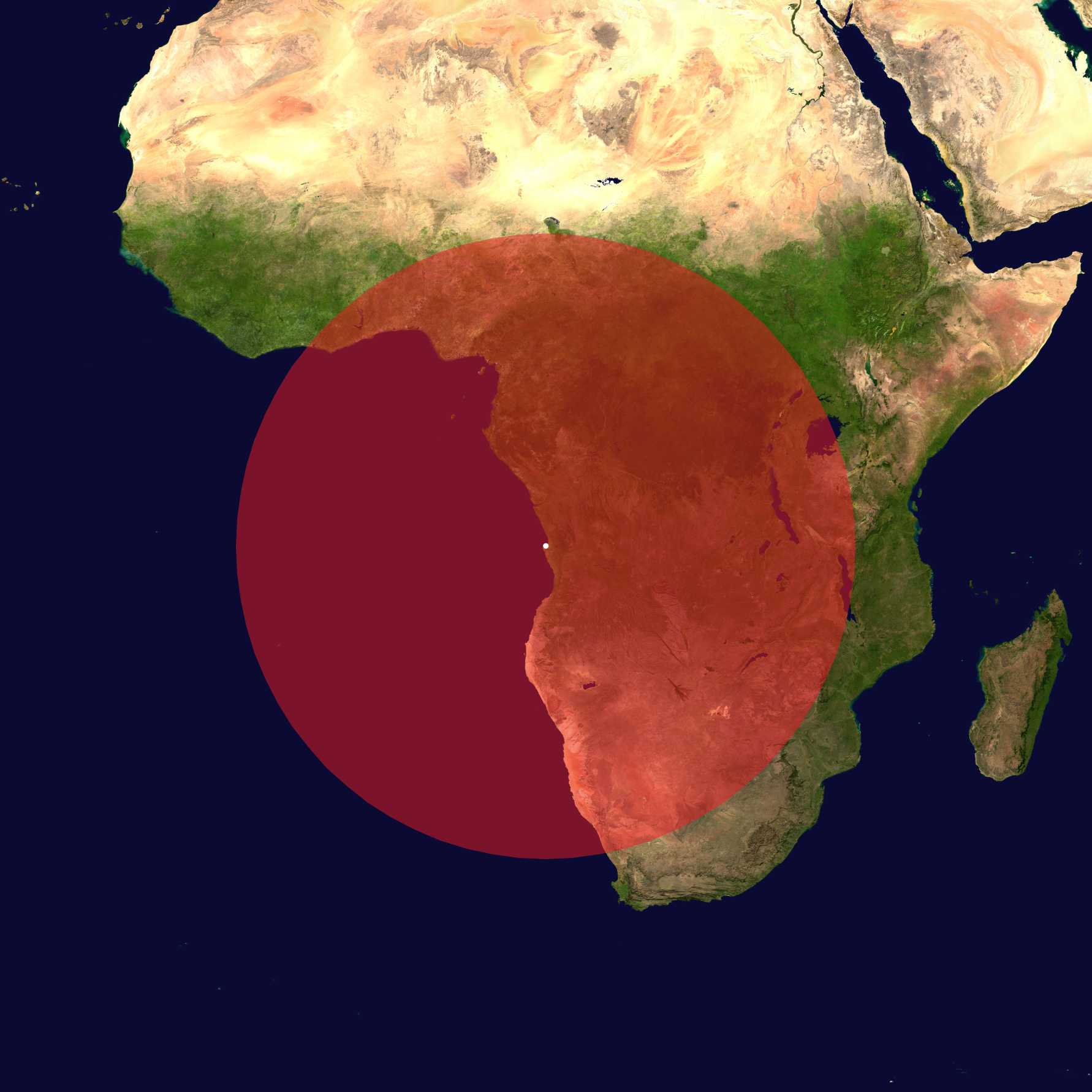
Portée approximative de l'avion.

Il est généralement admis que peu de temps avant le coucher du soleil (probablement vers 17 heures, heure locale), le 25 mai 2003, deux hommes sont montés à bord de l'avion. L'un d'eux était un pilote et mécanicien navigant américain du nom de Benjamin Charles Padilla. L'autre homme, John M. Mutantu, était un mécanicien embauché par la République du Congo. Aucun des deux hommes n'était certifié pour piloter un Boeing 727, qui nécessite normalement trois membres d'équipage. De plus, John Mutantu n'avait jamais piloté d'avion de sa vie et Benjamin Padilla ne possédait qu'une licence pour des appareils légers.
Les deux hommes avaient travaillé avec des mécaniciens angolais pour préparer l'avion au vol. Les autorités américaines pensent que Benjamin Padilla se serait installé aux commandes de l'appareil,. Un employé de l'aéroport a déclaré n'avoir vu qu'une seule personne à bord de l'avion au moment des faits tandis que d'autres responsables de l'aéroport ont déclaré que deux hommes étaient montés à bord de l'avion avant l'incident,.
L'avion a commencé à rouler sans communiquer avec la tour de contrôle. Il a manœuvré de façon irrégulière et est entré sur une piste sans autorisation. Les contrôleurs aériens ont tenté de prendre contact, mais aucune réponse n'a été transmise. Sans lumière, et avec son transpondeur désactivé, l'avion décolle, se dirigeant vers le sud-ouest au-dessus de l'océan Atlantique avant de disparaître,,. Avant l'incident, l'avion était rempli de 53 000 litres de carburant, ce qui lui donnait une autonomie d'environ 2 400 kilomètres (1 296 milles nautiques). Ni l'avion ni les deux hommes n'ont été revus depuis et aucun débris de l'avion n'a été retrouvé sur terre ou en mer,.

## Théories
La sœur de Benjamin Padilla, Benita Padilla-Kirkland, a déclaré au journal Sun-Sentinel en 2004 que sa famille soupçonnait que c'était lui qui avait piloté l'avion et craignait qu'il se fût par la suite écrasé quelque part en Afrique ou qu'il soit retenu contre son gré ; une théorie avec laquelle le président d'Aerospace Sales & Leasing, Maury Joseph, qui avait examiné l'avion deux semaines avant sa disparition, était d'accord. Cependant, les autorités américaines soupçonnent que les antécédents de fraude comptable de Joseph Mutantu impliquant une autre société qu'il possédait ont joué un rôle. Ces dernières pensent que l'avion a été volé dans le cadre d'une escroquerie financière, d'assurance ou peut-être d'un différend commercial.
En juillet 2003, une éventuelle observation de l'avion disparu a été signalée à Conakry, en Guinée,,, mais cette dernière a été rejetée par le département d'État des États-Unis et le FBI a fermé le dossier de la disparition en 2005.
Les informations divulguées dans le cadre de la révélation de télégrammes de la diplomatie américaine indiquent que les États-Unis ont recherché l'avion dans plusieurs pays après l'événement. Un agent de sécurité régional du service de sécurité diplomatique américain l'a recherché au Sri Lanka sans résultat. Une recherche au sol a également été effectuée par des diplomates stationnés au Nigeria dans plusieurs aéroports sans trace de l'avion. Le télégramme du Nigeria a également déclaré que les diplomates n'avaient pas envisagé un atterrissage probable du 727 dans un grand aéroport, car l'avion aurait pu être facilement identifié.
Un article détaillé publié dans le magazine Air & Space (en) en septembre 2010 n'a pas non plus pu tirer de conclusions sur le lieu ou le sort de l'avion, malgré des recherches et des entretiens avec des personnes connaissant les détails de la disparition.

## Culture
Le livre de W. E. B. Griffin, By Order of the President (en), est basé sur la disparition. De même, dans Chariot, un film indépendant sorti en 2013 et réalisé par Brad Osborne, les protagonistes se retrouvent sur un mystérieux 727 qui est supposé être le même avion.